# Stawiguda (gromada)
Stawiguda – dawna gromada, czyli najmniejsza jednostka podziału terytorialnego Polskiej Rzeczypospolitej Ludowej w latach 1954–1972.
Gromady, z gromadzkimi radami narodowymi (GRN) jako organami władzy najniższego stopnia na wsi, funkcjonowały od reformy reorganizującej administrację wiejską przeprowadzonej jesienią 1954 do momentu ich zniesienia z dniem 1 stycznia 1973, tym samym wypierając organizację gminną w latach 1954–1972.
Gromadę Stawiguda z siedzibą GRN w Stawigudzie utworzono – jako jedną z 8759 gromad na obszarze Polski – w powiecie olsztyńskim w woj. olsztyńskim na mocy uchwały nr 21 WRN w Olsztynie z dnia 4 października 1954. W skład jednostki weszły obszary dotychczasowych gromad Miodówko, Pluski, Stawiguda i Wymój ze zniesionej gminy Stawiguda w tymże powiecie. Dla gromady ustalono 18 członków gromadzkiej rady narodowej.
1 stycznia 1958 do gromady Stawiguda włączono obszar zniesionej gromady Gryźliny w tymże powiecie.
1 stycznia 1960 do gromady Stawiguda włączono wsie Dorotowo, Gągławki i Mojdy oraz leśniczówkę Grada ze zniesionej gromady Dorotowo w tymże powiecie.
31 grudnia 1961 do gromady Stawiguda włączono wieś Kręsk ze zniesionej gromady Sząbruk w tymże powiecie.	
Gromada przetrwała do końca 1972 roku, czyli do kolejnej reformy gminnej. 1 stycznia 1973 w powiecie olsztyńskim reaktywowano gminę Stawiguda.